# Plouzélambre
Plouzélambre é uma comuna francesa na região administrativa da Bretanha, no departamento Côtes-d'Armor. Estende-se por uma área de 7,7 km². Em 2010 a comuna tinha 239 habitantes (densidade: 31 hab./km²).